# Rosa Weber
Rosa Maria Pires Weber GCRB • GCMD (Porto Alegre, 2 de outubro de 1948) é uma magistrada brasileira. Foi ministra do Supremo Tribunal Federal de 2011 a 2023, tendo sido presidente do tribunal de 2022 a 2023. Atualmente é integrante do Tribunal Permanente de Revisão do Mercosul.
Oriunda da carreira da magistratura trabalhista, foi juíza do trabalho (1976-1991), desembargadora do Tribunal Regional do Trabalho da 4ª Região (1991-2006) e ministra do Tribunal Superior do Trabalho (2006-2011) antes de sua indicação ao Supremo Tribunal Federal pela presidente Dilma Rousseff. Presidiu o Tribunal Superior Eleitoral de 2018 a 2020.
Durante sua gestão como presidente do STF, o edifício do tribunal foi restaurado após ter sido vandalizado nos ataques de 8 de janeiro de 2023.

## Formação e atividade acadêmica
Rosa Weber foi aprovada em primeiro lugar no vestibular para o curso de direito na Faculdade de Direito da Universidade Federal do Rio Grande do Sul em 1967. Concluiu o curso em 1971, também em primeiro lugar e recebendo a "láurea acadêmica Prof. Brochado da Rocha". Na mesma universidade, realizou curso de extensão universitária de Preparação à Magistratura, em 1972, e de Processo do Trabalho, em 1974. Foi professora na Faculdade de Direito da Pontifícia Universidade Católica do Rio Grande do Sul entre 1989 e 1990.

## Início da carreira
Desempenhou as funções de auxiliar de protocolo da Inspetoria Seccional do Ministério da Educação, na cidade de Porto Alegre, em 1968; assistente superior da Secretaria da Administração do Estado do Rio Grande do Sul, de 1974 a 1975; e auditora-fiscal do trabalho da Delegacia Regional do Trabalho do Estado do Rio Grande do Sul, de 1975 a 1976.

## Magistratura do Trabalho
Ingressou na magistratura em 1976, por concurso, como juíza do trabalho substituta. Em 1991, foi promovida para o segundo grau de jurisdição, tornando-se desembargadora do Tribunal Regional do Trabalho da 4ª Região. Ocupou diversos cargos administrativos até alcançar a presidência desse tribunal, exercida entre 2001 e 2003.
Em 2005, foi indicada pelo presidente Luiz Inácio Lula da Silva para o cargo de ministra do Tribunal Superior do Trabalho, a partir de lista tríplice votada pelos integrantes do próprio tribunal, para vaga destinada a juiz de carreira. Após sabatina, seu nome foi aprovado no plenário do Senado Federal por 44 votos a favor e 7 contrários. A posse no TST ocorreu em 21 de fevereiro de 2006.

## Supremo Tribunal Federal
Em 8 de novembro de 2011 foi indicada formalmente pela presidente Dilma Rousseff para a vaga deixada pela aposentadoria da ministra Ellen Gracie Northfleet no Supremo Tribunal Federal (STF).
Após sabatina na Comissão de Constituição e Justiça, teve seu nome aprovado por 19 votos favoráveis e 3 contrários. Em 13 de dezembro o plenário do Senado ratificou a aprovação por 57 votos favoráveis, 14 contrários e uma abstenção. Durante essa votação, dois senadores se manifestaram contra sua indicação, Demóstenes Torres (que acabou sendo cassado do Senado em 11 de julho de 2012) e Pedro Taques. Afirmaram que Rosa Weber não demonstrou ter a exigência constitucional de "notável saber jurídico" durante a sabatina, em razão de não haver respondido diversas perguntas formuladas pelos senadores. Dentre os parlamentares que defenderam a indicação, o senador Marcelo Crivella disse ter enxergado na ministra um apurado entendimento do "espírito da lei", o senador Pedro Simon declarou que Rosa Weber esteve tímida e tensa durante a sabatina, mas elogiou seu currículo, e o senador José Pimentel afirmou que o saber jurídico da candidata ao STF já havia sido verificado em sabatina anterior, quando Rosa Weber fora aprovada como ministra do TST, cargo que também exige tal requisito.
Empossada na manhã de 19 de dezembro de 2011, foi a terceira mulher a integrar a Suprema Corte, tendo sido as primeiras Ellen Gracie, a quem Rosa Weber sucedeu, e Cármen Lúcia, indicada em 2006. Dentre elas, Weber foi a primeira magistrada de carreira.
Foi ministra do Tribunal Superior Eleitoral de maio de 2016 até maio de 2020, em vaga destinada a membro do STF, assumiu a presidência da corte eleitoral em 14 de agosto 2018, deixando em 25 de maio de 2020. Em 10 de agosto de 2022, foi eleita presidente do STF, tomando posse em 12 de setembro do mesmo ano. Em julho de 2023, o presidente Lula promoveu Weber ao último grau da Ordem do Mérito da Defesa, a Grã-Cruz do quadro suplementar.
Deixou a presidência do STF em 28 de setembro de 2023, alguns dias antes de atingir a idade para aposentadoria compulsória do serviço público, de 75 anos. Aposentou-se em 30 de setembro de 2023. Foi sucedida na presidência do STF por Luís Roberto Barroso e, juntos, promovidos à Grã-Cruz suplementar da Ordem de Rio Branco por Lula no mês seguinte.
No exercício do cargo, ficou conhecida como uma magistrada avessa à exposição pública e distante da política, uma vez que não concedia entrevistas à imprensa, não participava de eventos patrocinados por empresas, não comentava os julgamentos fora dos autos do processo, nem se reunia com figuras políticas. Durante sua presidência, foi feita a reconstrução do prédio do Supremo Tribunal Federal, destruído nos ataques de 8 de janeiro de 2023.

## Tribunal de Revisão do Mercosul
Em 18 de março de 2024, Rosa Weber aceitou a indicação pelo presidente Luiz Inácio Lula da Silva para compor o Tribunal Permanente de Revisão do Mercosul, na vaga deixada pelo também ministro aposentado do STF Ricardo Lewandowski, que assumiu o Ministério da Justiça e Segurança Pública.

## Vida pessoal
Conhecida por ser discreta e reservada, Rosa Weber nunca revelou professar alguma religião. No entanto, Rosa Weber já expressou admiração ao Talmud, o livro sagrado do judaísmo rabínico, ao tecer elogios ao serviço do ministro do Supremo, Luiz Fux.
Rosa Weber é casada com Telmo Candiota da Rosa Filho, procurador aposentado do Estado do Rio Grande do Sul, com quem teve dois filhos.